# 伊拉克利翁尼科斯·卡赞察基斯国际机场
伊拉克利翁“尼科斯·卡赞察基斯”国际机场是希腊共和国克里特岛最大城市伊拉克利翁的国际机场，以在该城出生的著名作家和哲学家尼科斯·卡赞察基斯的名字命名，是该国仅次于雅典埃莱夫塞里奥斯·韦尼泽洛斯国际机场的第二繁忙机场。